# 日本水道協会
公益社団法人日本水道協会（にほんすいどうきょうかい、JAPAN WATER WORKS ASSOCIATION）は、水道技術に関する調査・研究、水道用品の規格制定、職員・会員の研修事業、水道に関する著書の出版などを行う公益社団法人である。
2023年 (令和5年) 6月29日現在、東京都知事が会長を務めている（但し非常勤・代表権なし）。
本会の傘下には、7地方支部、46都府県支部、5北海道地区協議会が組織されている。

## 本部所在地
- 〒102-0074 東京都千代田区九段南四丁目8番9号
- TEL:03-3264-2281

## 沿革
- 1904年（明治37年） ‐ 日本水道協会の前身である「上水協議会」が設立される。
- 1932年（昭和7年）5月12日 ‐ 法人化し、「社団法人水道協会」となる。
- 1956年（昭和31年） ‐ 「社団法人日本水道協会」に改称する。
- 2013年（平成25年） ‐ 「公益社団法人日本水道協会」に移行する。

## 主な事業

### 水道経営に関する調査研究
会員委託を受けているアドバイザーによる水道の経営、技術、衛生の調査・助言活動や、水道に関する経営相談・法律相談などを行っている。
また、国民の水道に対する正しい理解と認識の高揚を図ることを目的として、ポスターやパンフレット、ビデオなどを使って水道に関する広報活動を展開している。

### 水道技術に関する調査研究
水道技術に関する問題の解決を目的として、工務常設調査委員会、衛生常設調査委員会、特別調査委員会などを設置している。
工務常設調査委員会は、水道に関する技術的な問題を検討し、検討結果を全国の水道事業体に提供している。
衛生常設調査委員会は、水道用薬品や水質に関する問題、規格の審議を行い、日本の水道に関する生物や、上水試験の方法などに関する書籍等を発行している。

### 研修事業
配管技術・技能の向上を目的として、配水管の工事・設計に携わる技術者等を対象に講習会を行っている。講習会には、配管設計講習会・配水管工技能講習会の2種類がある。
また、水道施設の維持管理に関わる技術力を評価・認定する制度を、水道事業体や民間企業の技術者を対象に実施している。

## 主な発行図書
- 『配水管および給水装置の表示標準』 ‐ 1977年発行
配水管及び給水装置の記号・符号の表示基準について記述されている[1]。

- 『水道藻類分類解説』 ‐ 1993年発行
水道に関する生物や、藻の分類に関する解説などが記述されている[2]。

- 『水道施設設計指針（2012年版）』 ‐ 2012年発行
水道施設の計画・設計の際に基づくべき施設基準に沿った設計指針が記述されている[3]。

## その他
2014年から2016年にかけて作成された独特なポスターが話題となった。